# Суходольский, Дмитрий Петрович (генерал)
Дмитрий Петрович Суходольский (1812—1885) — генерал от кавалерии, член Военного совета Российской империи.

## Биография
Происходил из дворян Калужской губернии, родился 15 сентября 1812 года. Получил домашнее образование.
Службу начал рядовым в Жандармском полку, куда поступил 28 мая 1827 года. В офицеры произведён 16 февраля 1831 года.
Во время польской кампании 1830—1831 годов находился в составе действующей армии и участвовал в сражениях при Гржембкове, Пысках, Остроленке и при взятии Варшавских укреплений и городового вала. За последнее дело получил орден св. Анны 4-й степени.
В 1833 году произведён в поручики с назначением полковым адъютантом. Через четыре года, уже в чине штабс-капитана, перечислен в постоянный кадр Образцового кавалерийского полка, в котором и состоял до конца 1855 года. В течение этого времени, числясь с 14 апреля 1840 года в лейб-гвардии Уланском полку, получил чины: штабс-ротмистра (в 1840 году), ротмистра (22 февраля 1843 года) и полковника (6 декабря 1848 года); командовал 2-м уланским эскадроном, а потом последовательно 2-м и 3-м дивизионом, и за отличное состояние вверенных ему частей войск неоднократно был удостоен Высочайшего благоволения.
29 ноября 1855 года назначен командиром 12-го гусарскаго Ахтырского полка. 26 августа 1856 года произведён в генерал-майоры.
В 1861 году сдал полк и после этого последовательно занимал должности помощника начальника 3-й, 6-й и 1-й кавалерийских дивизий.
В 1863 году был командирован с отрядом в Мариампольский отряд для преследования мятежников, настиг и имел с ними дело у селения Чистая Буда, а потом исправлял должность военного начальника города Ковно и Ковенского уезда.
27 марта 1866 года произведён в генерал-лейтенанты с назначением помощником начальника 1-й гвардейской кавалерийской дивизии; в 1867—1869 годах был членом комитета по устройству и образованию войск; в 1871 году — членом от кавалерии комиссии о личной воинской повинности, а в 1873 году назначен состоять при Его Императорском Высочестве генерал-инспекторе кавалерии, с отчислением от должности помощника начальника дивизии.
Назначение Суходольского членом Военного совета состоялось 16 апреля 1878 года. В генералы от кавалерии произведён 16 февраля 1881 года. Скончался 30 октября 1885 года. На докладе военного министра о смерти Суходольского император Александр III пометил: «Бедный старик, очень жаль его».
Жена — Эмилия Васильевна Лукашевич (1822—29.04.1857), умерла от чахотки в Риме.

## Награды
Среди прочих наград Суходольский имел ордена:
- Орден Святой Анны 4-й степени (1831 год)
- Польский знак отличия за военное достоинство (Virtuti Militari) 4-й степени (1831 год)
- Орден Святого Станислава 3-й степени (1833 год)
- Орден Святой Анны 2-й степени (1848 год, императорская корона к этому ордену пожалована в 1850 году)
- Орден Святого Владимира 4-й степени (1853 год)
- Орден Святого Владимира 3-й степени (1860 год)
- Орден Святого Станислава 1-й степени (1862 год)
- Орден Святой Анны 1-й степени (1864 год)
- Орден Святого Владимира 2-й степени (1867 год)
- Орден Белого орла (1869 год)
- Орден Святого Александра Невского (30 августа 1874 года, алмазные знаки к этому ордену пожалованы 30 августа 1879 года)

- Прусский орден Красного орла 1-й степени (1873 год)